# Payoneer
Payoneer ist ein israelisch-US-amerikanisches Zahlungsdienstleistungsunternehmen mit Hauptsitz in New York City und einem Entwicklungszentrum in Petach Tikwa in Israel. Das Zahlungssystem wird neben Unternehmen auch häufig von Auftragnehmern und Freiberuflern genutzt. Im Jahre 2022 wurde die Anzahl der Kunden mit über fünf Millionen angegeben, betreut von über 2000 Mitarbeitern in 24 Büros weltweit.
Payoneer wurde 2005 von dem israelischen Serienunternehmer und Investor Yuval Tal gegründet. Im Juni 2021 erfolgte der Börsengang an der Technologiebörse NASDAQ durch eine Fusion mit einer Special Purpose Acquisition Company (SPAC).

## Dienstleistung
Inhaber eines Payoneer-Kontos können über das als virtuelles Wallet agierende Konto mit eigener Kontonummer sowie der Payoneer Prepaid Mastercard-Debitkarte Geld versenden und empfangen. Dadurch lassen sich Zahlungen per Karte sowie Überweisungen auf andere Konten abwickeln. Payoneer wird insbesondere im internationalen Zahlungsverkehr, beispielsweise bei Fiverr oder Airbnb, genutzt, da der Dienst Überweisungen und Onlinezahlungen in über 200 Länder sowie über 150 lokale Währungen bietet.